# Kenneth MacLeod
Pas d'image ? Cliquez ici

b Matchs officiels uniquement.
Kenneth Grant MacLeod, né le 2 février 1888 à New Kilpatrick (Écosse) et décédé le 7 mars 1967 à St James, est un joueur de rugby à XV écossais qui a joué avec l'équipe d'Écosse, évoluant au poste d'ailier ou de centre.

## Carrière
Il a eu sa première cape internationale contre l'équipe de Nouvelle-Zélande de rugby à XV en tournée en 1905-1906 un match perdu 12-7 le 18 novembre 1905 et a disputé son dernier test match le 21 mars 1908 contre l'équipe d'Angleterre.
Il joue contre l'équipe d'Afrique du Sud de rugby à XV en tournée en 1906 un match gagné 6-0 le 17 novembre 1906, le seul match perdu par les Springboks lors de cette tournée. 

## Palmarès
- 10 sélections avec l'équipe d'Écosse
- 22 points
- 4 essais, 2 transformations, 2 pénalités
- Sélections par années : 1 en 1905, 4 en 1906, 3 en 1907, 2 en 1908
- Participation aux tournois britanniques en 1906, 1907, 1908

- Triple couronne dans le 1907.